# Алексеевская (Виноградовский район)
Алексеевская — деревня в Виноградовском районе Архангельской области России. Входит в состав Борецкого сельского поселения. Часть села Борок.

## География
Деревня Алексеевская находится на правом берегу реки Тёда (приток Северной Двины). К западу от деревни находится деревня Леушинская, к югу — деревня Гридинская (Новая Александровская).

## История
Деревня Алексеевская входила в состав Борецкой волости Шенкурского уезда. В 1924 году деревня вошла в состав Кургоминской волости. С 2006 года деревня входит в состав Борецкого сельского поселения с центром в посёлке Сельменьга. Хотя, первоначально, планировалось включить её в состав Борецкого сельского поселения с центром в деревне Гридинская.

## Население
| 2002 | 2010 | 2012 |
| ---- | ---- | ---- |
| 23   | ↘11  | ↘8   |

### Карты
- Алексеевская на Wikimapia